# Félix Loustau
Pour les articles homonymes, voir Loustau.
 (mai 2019).
Si vous disposez d'ouvrages ou d'articles de référence ou si vous connaissez des sites web de qualité traitant du thème abordé ici, merci de compléter l'article en donnant les références utiles à sa vérifiabilité et en les liant à la section « Notes et références ».

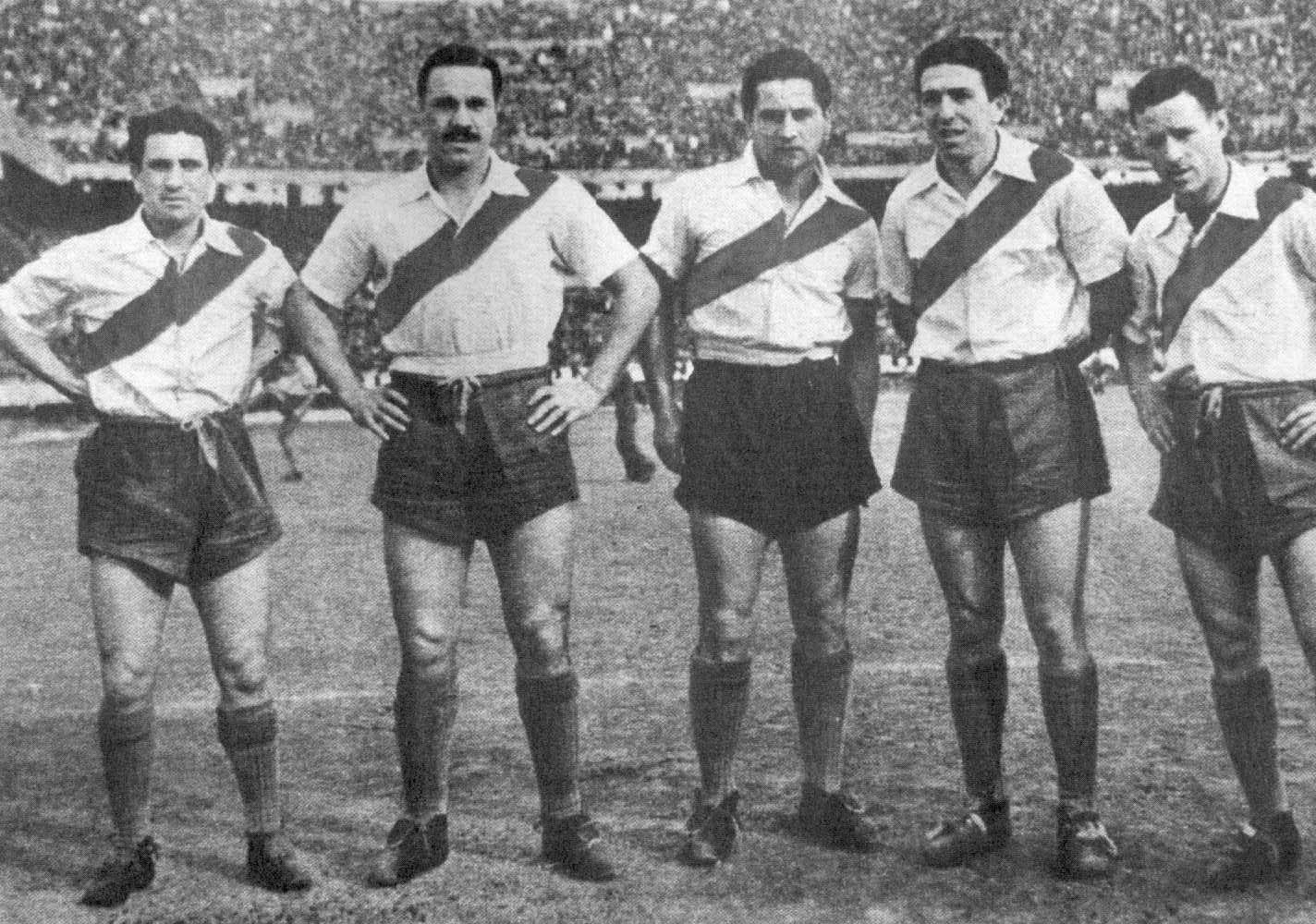
La Máquina : Juan C. Muñoz, José M. Moreno, Adolfo Pedernera, Angel Labruna et Félix Loustau

Félix Loustau est un footballeur argentin né le 25 décembre 1922 à Avellaneda en Argentine et mort le 5 janvier 2003.

## Biographie
Il commença sa carrière de footballeur dans les équipes de jeunes du Racing Club Avellaneda quand, à l’âge de 17 ans, il fut repéré par un recruteur qui le fit signer à CA River Plate. Il débuta avec River Plate en 1942 faisant partie de la célèbre ligne d’attaquants surnommée La Máquina (la machine en français) qu’il formait avec Juan Carlos Muñoz, José Manuel Moreno, Adolfo Pedernera et Angel Labruna. Ensemble ils permirent à River Plate de remporter le championnat d’Argentine à huit reprises : 1942, 1945, 1947, 1952, 1953, 1955, 1956 et 1957. En 1958, après avoir disputé 365 matchs avec River (et inscrit 101 buts) il rejoignit Estudiantes de La Plata et mit un terme à sa carrière cette même année.
Surnommé Chaplin pour sa condition physique et ses dribbles atypiques, il avait néanmoins commencé sa carrière en tant que défenseur latéral ! Il est resté dans l’histoire pour sa rapidité et son habileté qui en firent l’un des meilleurs ailiers gauches. Il a d’ailleurs été élu par l’AFA au « Salon de Fama », le hall of fame du football argentin.
Il fut sélectionné à 27 reprises en équipe d’Argentine inscrivant 10 buts entre 1945 et 1952. Il connut sa première sélection le 6 janvier 1945 contre le Paraguay dans le cadre de la Coupe Chevallier Boutell. Il remporta par la suite trois Copa América : en 1945, 1946 et 1947.
Après sa carrière il fut entraîneur et professeur à l'école des entraîneurs de la Fédération d'Argentine de football.

## Carrière
- 1942-1957 : Club Atlético River Plate -  Argentine
- 1958 : Estudiantes de La Plata -  Argentine

## Palmarès
- Vainqueur de la Copa América en 1945, 1946, 1947.
- Championnat d’Argentine en 1942, 1945, 1947, 1952, 1953, 1955, 1956, 1957.